# 南小樽車站

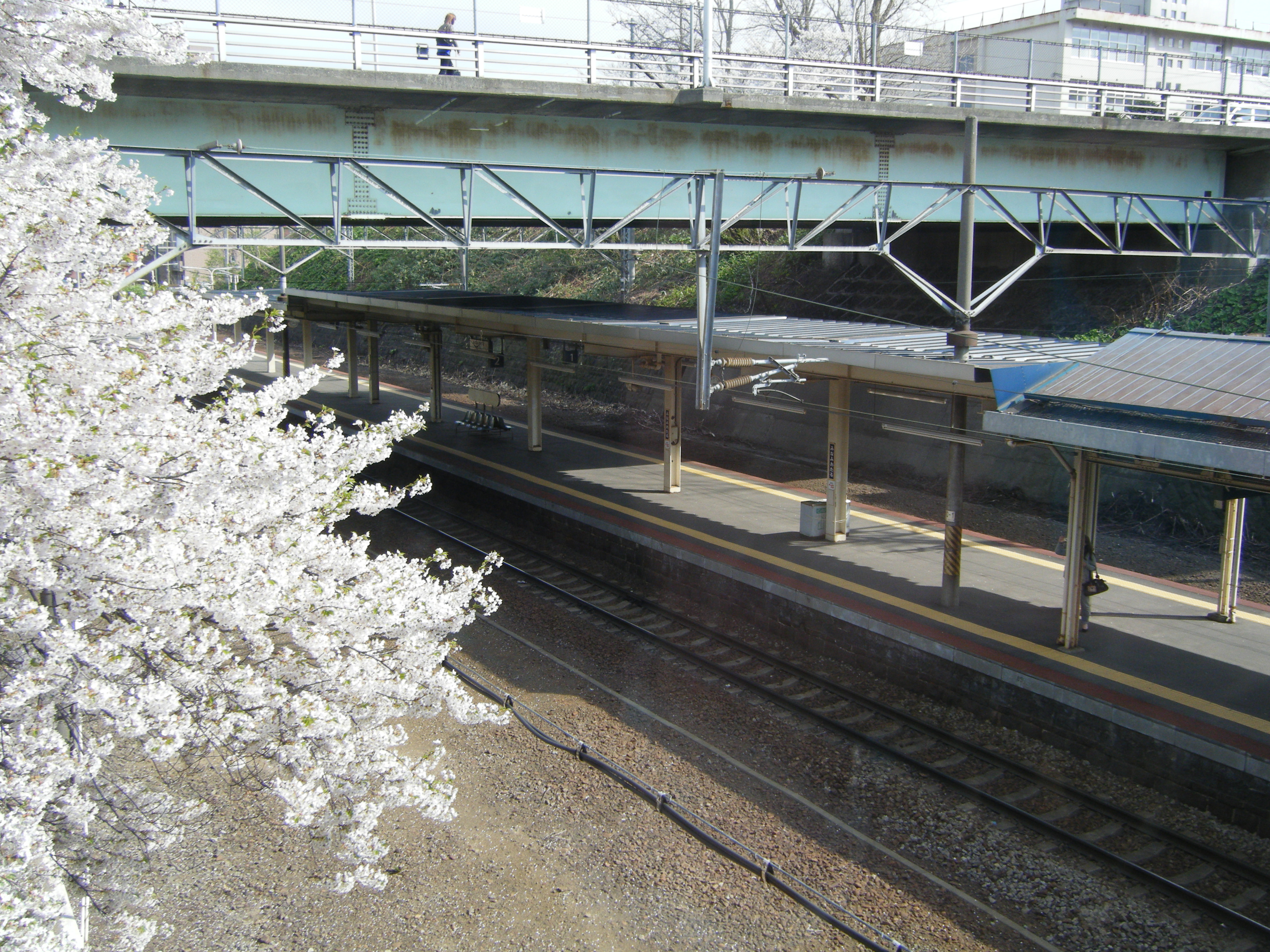
自南小樽站房遙望車站月台

南小樽車站（日语：／ Minami-otaru eki */?）是一由北海道旅客鐵道（JR北海道）所經營的鐵路車站，位於日本北海道小樽市住吉町，是JR北海道函館本線沿線車站之一，屬於JR北海道本社（札幌總部）的直轄範圍，並委託由JR北海道的子公司北海道JR服務網代為經營。
自1880年設站之後，南小樽的站名經過了多次更動。初設時原名開運町，1881年5月時因為小樽大火焚燬，車站遷址至今日現址並改名為住吉。1900年時改名小樽，也是第一代的小樽車站，直到1920年時才正式改名為今日的南小樽，並將小樽車站的站名讓渡給原名「高島」的臨站。
南小樽車站曾經是官營幌內鐵道所經營的貨運路線、手宮線的起點站，該路線已於1985年時廢線，但軌道的遺跡仍被當作紀念地標留存下來。

## 車站結構
島式月台1面2線。

### 月台配置
| 月台 | 路線      | 方向 | 目的地                             |
| ---- | --------- | ---- | ---------------------------------- |
| 1    | ■函館本線 | 上行 | 小樽、俱知安方向                   |
| 2    | ■函館本線 | 下行 | 手稻、札幌、岩見澤、新千歲機場方向 |

## 相鄰車站
北海道旅客鐵道（JR北海道）
■函館本線
■快速「機場」、「Niseko Liner」、■區間快速「石狩Liner」、■普通
小樽（S15）－南小樽（S14）－小樽築港（S13）

### 曾經存在的路線
日本國有鐵道（國鐵）
手宮線（貨物線）
南小樽－色內臨時乘降場－（貨）手宮

## 外部連結
- （日語）南小樽車站（JR北海道） （页面存档备份，存于）